# Ulrike Lunacek
Ulrike Lunacek (Krems an der Donau, 26 de mayo de 1957) es una política austriaca y activista por los derechos de la mujer y del movimiento LGBT.
Es Vicepresidenta del Parlamento Europeo, miembro de Greens-EFA en el Parlamento Europeo desde 2009 hasta 2017 y cabeza de la delegación de Los Verdes austríacos en el Parlamento Europeo.

## Biografía
Desde 1967 hasta 1975 estudió en un instituto del segundo distrito de Viena. Durante el curso 1973-1974 estudió en un instituto de Boone (Iowa, USA). En 1975 comenzó sus estudios de traducción (Inglés y español) en la Universidad de Innsbruck y se graduó en 1983. Desde 1984 hasta 1986 fue asesora de la organización "Frauensolidarität" en Viena.
De 1999 a 2009, Lunacek fue miembro del Parlamento de Austria y portavoz de la Bancada Verde sobre política exterior y de desarrollo, así como para la igualdad hacia las lesbianas, gais y transexuales. También desde 1999, fue vicepresidenta de la Comisión de Asuntos Exteriores del parlamento. 
Promovió el llamado informe Lunacek sobre "la hoja de ruta de la UE contra la homofobia y la discriminación por motivos de orientación sexual e identidad de género" aprobado en el pleno del Parlamento Europeo en febrero de 2014. En junio de 2014 sufrió un ataque con ácido mientras atendía a los medios de comunicación durante el Orgullo Gay de Viena.